# The Level Club
The Level Club  es un edificio histórico ubicado en Nueva York, Nueva York. El The Level Club se encuentra inscrito  en el Registro Nacional de Lugares Históricos desde el 9 de abril de 1984. 

## Ubicación
The Level Club se encuentra dentro del condado de Nueva York en las coordenadas 40°46′49″N 73°59′00″O / 40.780278, -73.983333.